# Vestone
Vestone (Vistù en brescian) là một đô thị du Valle Sabbia dans la province de Brescia trong vùng Lombardia ở Ý. Đô thị này có diện tích 12,9 km², dân số 4224 người.
Đô thị này có các làng sau: Nozza.
Đô thị này giáp với các đô thị sau: Barghe, Bione, Casto, Lavenone, Mura, Pertica Alta, Pertica Bassa, Preseglie, Provaglio Val Sabbia, Treviso Bresciano.

## Biến động dân số
| 1861 | 1871 | 1881 | 1891 | 1901 | 1921 | 1931 |
| ---- | ---- | ---- | ---- | ---- | ---- | ---- |
| 1844 | 1922 | 1990 | 2018 | 2634 | 2839 | 2911 |

| 1936 | 1951 | 1961 | 1971 | 1981 | 1991 | 2001 |
| ---- | ---- | ---- | ---- | ---- | ---- | ---- |
| 2776 | 3193 | 3338 | 3572 | 4018 | 4131 | 4225 |